# Grevarna av Gleichen
von Gleichen eller Grevarna av Gleichen är en ätt som fått sitt namn efter stamslottet Burg Gleichen. Det ligger i grevskapet Gleichen i Thüringen i Tyskland. Den äldsta noteringen av en greve av Gleichen är från 1116. Ätten dog ut i Tyskland 1631. Genom giftermål blev ätten besläktad med danska kungar av den Valdemariska ätten och med danska stormän. Från början av 1200-talet uppehöll sig därför medlemmar av släkten i Danmark och något senare också i Sverige.

Greve Lambert II var från och med 1193 fogde i staden Erfurt och vid det S:t Petersklostret i samma stad. Han är den första av ätten som kallar sig greve av Gleichen. Han dog troligen 14 september 1227. Han var gift med Sofia, dotter till greve Sigfrid av Orlamünde och Sofia dotter till den danska kungen Valdemar I.
Greve Ernst IV (son till greve Lambert II) bosatte sig i medlet av 1200-talet i Danmark. Han nämns som riddare från 1250. Tillsammans med änkedrottning Margareta stod han i spetsen för Erik klippings förmyndarregering. Återvände till Erfurt där han dog före 16 maj 1277. Han var först gift med Ingeborg, dotter till Peter Strangesen (halv ulv) och Ingeborg från Kalundborg. Senast 1266 gifte han om sig med Margareta, dotter till Valdemar Sejrs munskänk Olov Ebbesen (två gula hjorthorn).
Greve Henrik IV (son till greve Ernst IV) nämns tidigast 1282 och var då riddare och danskt riksråd. Han nämns som svenskt riksråd 1288. I ett brev från 1293 säger han sig avstå från patronatsrätten till Tjäreby kyrka till St. Peters kloster på Själland. På danska kungens vägnar underhandlade han 1308 med hertigarna Erik och Valdemar i Sverige. I Vreta 1314 testamenterade han i sitt och hustrun Lucias namn sin gård Tuna i Kattnäs socken i Daga härad i Södermanland till abbedissan Katarina i Vreta och till Vreta kloster med villkoret att han och hustrun skulle få disponera gården under sin livstid. Han lever ännu 13 augusti 1317 då han vistas i Thüringen men är död före 7 mars 1320.
Greve Ernst VI (son till greve Henrik IV) nämns i ett dokument från Thüringen tillsammans med sin fader och sina bröder Henrik och Herman. I Sverige nämns han mellan 1308 och 1310. Han var troligen den av Henriks söner som stupade vid staden Kolding på Jylland 1313. Så vitt man var han ogift.